# مشلوش (الريف الشرقي)
مشلوش (بالفارسية: مشلوش) هي منطقة سكنية تقع في إيران في قسم الريف الشرقي الريفي. يقدر عدد سكانها بـ 261 نسمة بحسب إحصاء 2016.